# 竹林月
竹林 月（たけばやし げつ、1979年6月2日 - ）は、日本の漫画家。新潟県出身。男性。過去には4コマ漫画執筆時に竹林 げつのペンネームも使用していた。
代表作に「ことこと。 〜子と孤島〜」や「ひかるtoヒカリ」など。

## 来歴
藤子不二雄に憧れ兄と共同で漫画を描き始めるが、後に単身で執筆活動を継続。個人サークル「あくまの野菜ばたけ」にて創作ジャンルでCOMITIAなどの同人誌即売会に出展しつつ、自身のウェブサイトにて創作ウェブコミックの配信などをする最中、2004年に「ジュエる?」で第11回電撃3大賞電撃コミック大賞部門・選考委員奨励賞を受賞。翌年『まんがライフ』（竹書房）2005年8月号掲載の4コマ漫画「三人甘女」でデビューする（竹林げつ名義）。
その後は竹書房やフレックスコミックスなどの各誌で4コマ漫画・青年漫画を問わず作品を発表し現在も活動中である。なお2008年までは4コマ漫画執筆の際に竹林げつのペンネームを使用していたが、現在は全て竹林月名義に統一している。
創作ジャンルでの同人活動は現在も行なっており、不定期でCOMITIA等の同人誌即売会に出展している。

## 作品一覧
- 特記の無い限り竹林月名義。
- なお成年漫画誌掲載の作品であっても、作品内容は全て一般向けである。

### 連載
- およめに鬼嫁（『まんがライフ』2006年1月号,4月号 - 6月号,10月号 - 2007年12月号） - 竹林げつ名義。未単行本化。
- ことこと。 〜子と孤島〜（『月刊少年ブラッド』2006年7月号 - 11月号→『FlexComixブラッド』2007年1月16日 - 2008年6月18日）
- D×H（『月刊コミックラッシュ』2009年4月号→『お試しコミックラッシュ』Vol.1,Vol.2→『月刊コミックラッシュ』2009年11月号 - 2010年11月号）
- さくらフロンティア（『FlexComixネクスト』2009年12月1日 - 2010年8月31日） - 第5話から第8話（最終話）は単行本未収録[注 1]。
- ざぶとん一枚!（『ドキッ!Special』2010年2月号 - 7月号） - 未単行本化。
- 俺と彼女とブリリアント（『DENGEKI HIME』付録冊子『HIMEコミ』Vol.4 - Vol.8） - 未単行本化。
- 学べる!?萌えニュース（『Top Yell』2011年10月号 - 2012年5月号） - 原案協力：河上拓。未単行本化[注 2]。
- ひかるtoヒカリ（『わぁい! Mahalo』Vol.2 - Vol.6）
  - 番外編（『わぁい!』2013年7月号（vol.13） / 2014年4月号（vol.16））

### 読み切り
- 三人甘女（『まんがライフ』2005年8月号→『まんがライフMOMO』2006年1月号） - 竹林げつ名義。全2話、単行本未収録。『まんがライフ』掲載分がデビュー作。
- ご先祖様といっしょ!（『まんがライフMOMO』2008年3月号） - 竹林げつ名義。単行本未収録。

### 書籍
- 各巻の詳細は該当項目を参照。

#### 漫画単行本
- 『ことこと。 〜子と孤島〜』、発行：フレックスコミックス / 発売：ソフトバンククリエイティブ 〈Flex Comix〉 2007年 - 2008年、全4巻 - 第1巻が初単行本。
- 『D×H』、ジャイブ 〈CR COMICS〉 2010年、全2巻
- 『さくらフロンティア』、発行：フレックスコミックス / 発売：ソフトバンククリエイティブ 〈Flex Comix〉 2010年、全1巻[注 1]
  1. 2010年5月12日発売、ISBN 978-4-7973-5969-5
- 『ひかるtoヒカリ』、一迅社 〈わぁい!コミックス〉 2013年 - 2014年、全2巻
  1. 2013年10月19日発売、ISBN 978-4-7580-1345-1
  2. 2014年9月3日発売、ISBN 978-4-7580-1395-6
- 『漫画でよめる! 講談社ミステリーブックス UMA追跡ファイル』、講談社 2015年10月22日発売、全1巻 ISBN 978-4-06-219789-2 原案：友清哲

#### 単行本
- 監修：森孝之 『コミック版世界の伝記 北里柴三郎』、ポプラ社 2012年2月10日発売、全1巻 ISBN 978-4-591-12741-4
- 監修：島田達也 『人体のふしぎ 体の中の大探険！ の巻』、講談社の動く学習漫画 MOVE COMICS 2016年8月24日発売 ISBN 978-4-06-299957-1